# Аксана Спринчан
Аксана Вадимовна Спринчан (блр. Аксана Вадзімаўна Спрынчан); рођена je 23. августа 1973. године у Луњинцу, Брестска област), је белоруска је књижевница и песникиња, директорка Песничког позоришта Арт. С., чланица Удружења књижевника Белорусије од 2005. године.

## Младост
Аксана Спринчан је рођена 1973. године у Луњинцу, Брестска област, у породици књижевника - отац Вадим и деда Бронислав су били познати књижевници у Белорусији. 
Завршила је Филолошки факултет Белоруског државног универзитета (1995), аспирантуру на Институту књижевности „Јанка Купала“ НАН Белорусије (1998), Белоруски Колегијум (2005). 

## Посао
Радила је на месту уреднице више часописа: од 1998. на месту водећег уредника редакције Књижевност и уметност (блр. Літаратура і мастацтва) издаваштва Белоруска Енциклопедија Пјатруса Бровке (блр. Беларуская Энцыклапедыя імя Петруся Броўкі); од 2006. је уредница у издаваштву Уметничка књижевност (блр. Мастацкая літаратура). Од 2001. године је члан удружења Књижевно предграђе (блр. Літаратурнае прадмесце). Члан је Удружења књижевника Белорусије (2005). Заједно са мужем Јарашем Малишевским и кћерком Аљжбетом Малишевском-Спринчан основала је породични музеј Стародавна чипка.

## Књижевни рад
Поезију почиње да пише 2000. године и прве песме објављује под псеудонимима Ана Сонгина и Аљесја Рабцевич у часопису Софијски извор (блр. Сафійская крыніца, 2001). 
Своју поезију је објављивала у скоро свим белоруским часописима, као и у колективним зборницима. Ауторка је збирки поезије Песме од А. (блр. Вершы ад А., 2004), ЖиваЈа (блр. ЖываЯ, (2008), Нелинеарно (блр. Нелінейнае, 2012), Кафа са украјинским медом (блр. Кава з украінскім мёдам, 2017).

### Књиге за децу
- Необична енциклопедија белоруских народних инструмената (блр. Незвычайная энцыклапедыя беларускіх народных інструментаў, 2009), са Јарашем Малишевским);
- Таташ Јараш, мамана Аксана и кћеркета Аљжбета. Читав експлозив (блр. Таташ Яраш, мамана Аксана і дачэта Альжбэта. Поўны эксклюзіў, 2013);
- Стиховна енциклопедија животињског света (блр. Вершаваная энцыклапедыя жывёльнага свету, 2013)
- Укусна књига[5] (блр. Смачная кніга, 2017);
- Млечни коктел за Змијског Краља или Околокомпјутерска бајка (блр. Малочны кактэйль для Вужынага Караля, альбо Калякамп’ютарная казка, 2019, са Јарашем Малишевским).

### Књиге за одрасле
- У часопису Глаголи (блр. Дзеяслоў, 2007. године) изашла је тзв белоруска енциклопедија осећања: Кућа за Ћутање (блр. Хата для Моўчы), написана по узору на енциклопедијске чланке са редакцијским колегијумом, научно-редакцијском управом, научним консултантима, са својим системом повезница, курзива, скраћеница и литературом[6];
- Објавила је Женски роман и мало гноја (блр. Жаноцкі раман і крыху гною, 2011);
- Белоруски глупан (блр. Беларускі дурань, 2011).

### Преводилачки рад
Бави се и превођењем поезије, а преводила је са украјинског језика поезију Наталке Белацаркивец, Уладзимира Вакуленке-К, Миколе Мартињука, Волге Љасњук и др. Заједно са мужем и кћерком је превела књиге 36 и 6 мачака и 36 и 6 мачака-детектива Гаљине Удавиченке (2020).

## Награде
Добитница је књижевних награда 
- Плаво прасе (2006);
- Специјална награда жирија међународне књижевне награде Удружење дебија за филозофску поезију (2008);
- Победница конкурса Књижевност за децу (2009);
- Победница фотоконкурса Мој Максим Богданович за рад Максим и Вероника (2016).

Њене књиге су бивале номиноване за бројне књижевне награде. Од 2018. године је пријатељ жирија књижевне награде Михас Страљцов. 
Поезија Аксане Спринчан је превођена на енглески, норвешки, пољски, руски, сами, српски, украјински, француски и шведски језик.

## Везе са Србијом
Поезија све три генерације писаца из породице Спринчан (Бронислава, Вадима, Аксане) је више пута превођена и објављивана у Србији. У антологији У сусрет Духу - Антологија белоруске хришћанске поезије уврштена је једна песма Вадима Спринчана. Приређивач антологије је проф. др Иван Чарота, а песму је превела Дајана Лазаревић.
Њена поезија је у преводу исте преводитељке објављивана и у часописима Исток, Књижевне новине и зборник са Међународних сусрета писаца, 2020.

## Галерија
- А. Спринчан са својом збирком поезије ЖываЯ (2015);
- А. Спринчан и Аљег Грушецки на на XXII Међународном сајму књига у Минску, 2015;
- А. Спринчан са учесницима песничког позоришта Арт. С, 2015;
- А. Спринчан на додели награде Плаво прасе, 2016.